# Aristolochia racemosa
Aristolochia racemosa là một loài thực vật có hoa trong họ Aristolochiaceae. Loài này được Brandegee mô tả khoa học đầu tiên năm 1917.